# Chodsigoa lamula
Chodsigoa lamula es una especie de musaraña de la familia soricidae.

## Distribución geográfica
Es endémica de China.